# José María Sobejano López

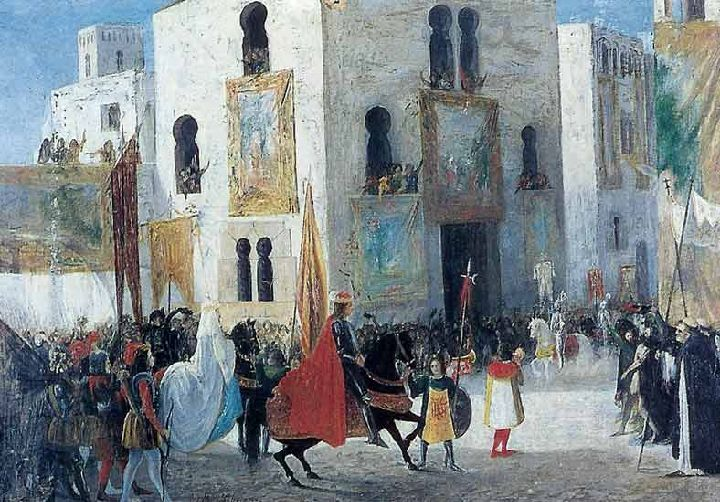
José María Sobejano, Entrada de los Reyes Católicos en Murcia.

José María Sobejano y López (Murcia, 1852 - 1918) fue un pintor español que reflejó en sus cuadros las costumbres murcianas de la época.
Comenzó a estudiar dibujo y pintura en Murcia con Domingo Valdivieso Henarejos y luego continúo estudiando en Madrid con Lorenzo Dubois y Eduardo Rosales, posteriormente estudió en Valladolid con Sánchez Lacorte antes de regresar a Murcia para ser profesor de dibujo en el Círculo Católico de Obreros. En esta institución tuvo alumnos como Antonio Nicolás, Anastasio Martínez Hernández y José Planes.
En torno a los treinta años comenzó a trabajar como gerente de las Aguas Potables de Santa Catalina y abandonó en cierta medida la pintura ya que pasó a ser su segunda actividad, sin embargo participó en algunos concursos y realizó algunas obras de modelado. También asistía a las tertulias con Frutos Baeza y Andrés Baquero entre otros en las que se trataba sobre el costumbrismo murciano.
Su obra es academicista y defendía la realización de las pinturas desde el modelo natural; entre sus obras se pueden destacar Dulce coloquio, Palique huertano, Mujer descansando con perro, Atardecer, Cociendo pan o La entrada de los Reyes Católicos en Murcia que ganó el primer premio en los juegos florales de 1874. De su obra se han realizado diversas exposiciones en Murcia y en Madrid, existiendo una colección permanente en el Museo de Bellas Artes de Murcia.